# Max Josef Wagenbauer
Max Josef Wagenbauer bzw. Max Joseph Wagenbauer (* 28. Juli 1775 in Öxing (heute Grafing); † 12. Mai 1829 in München) war ein deutscher Maler und Lithograf.

## Leben
Wagenbauer besuchte das Gymnasium und studierte anschließend bei Johann Jakob Dorner dem Älteren und Johann Christian von Mannlich an der Münchner Zeichnungsakademie. Auf Grund seiner finanziellen Lage musste er das Studium abbrechen und diente in den Jahren 1797 bis 1801 als Freiwilliger in einem bayerischen Chevaulegers-Regiment.
Wagenbauer erhielt ab 1801 ein jährliches Honorar für zwei sorgfältig auszuführende Zeichnungen. 1802 wurde er zum Hof- und Kabinettszeichner ernannt und lebte zeitweilig als Zeichenlehrer in der Familie des Grafen Lodron auf dessen Schloss in Haag in Oberbayern.
Während der Sommer unternahm er Studienwanderungen in alle Teile Bayerns und widmete sich fast ausschließlich der Landschaftsmalerei. Er hinterließ zahlreiche Aquarelle, unter anderem vom Bodensee (1806), aus Passau, der Oberpfalz (1807) und vom Wettersteingebirge. Im Zuge seiner Wanderungen und dem aquarellieren vor der Natur löste er sich im genauen Studium der Sujets vom erlernten konventionellen Landschaftsbild und kam mit seiner Wiedergabe der konkreten Lichtsituationen zu einer neuartigen Darstellung der bayerischen Landschaft. Damit wurde er zum Vorläufer der oberbayerischen Landschaftsmalerei der Münchner Schule.
Gemeinsam mit anderen Künstlern erhielt er von König Max Joseph im Jahr 1811 den Auftrag, den Speisesaal in Schloss Nymphenburg mit großen Gemälden bayerischer Seen auszustatten. Seine Darstellungen des Tegern- und des Kochelsees sind jedoch verloren.
Der König, der wiederholt Gemälde von Wagenbauer ankaufte und an befreundete Höfe verschenkte, ernannte ihn im Jahr 1815 zum Inspektor der Königlichen Gemäldegalerie. Nach 1820 wandte sich Wagenbauer mehr der Ölmalerei zu und beschränkte sich auf schlichte Motive. Er beschäftigte sich nun auch vermehrt mit Tiermalerei. Hier orientierte er sich an der niederländischen Malerei des 17. Jahrhunderts, namentlich Adriaen van de Velde und Paulus Potter. 
Von Beginn seiner künstlerischen Tätigkeit an pflegte Wagenbauer zudem intensiv die Lithographie. Er hinterließ auch in dieser Technik zahlreiche Landschafts- und Tierdarstellungen sowie eine Reihe von Vorlagen für den Zeichenunterricht, die lange an süddeutschen Zeichenschulen als Muster dienten und die folgende Generation anregte. Bei seinen Exkursionen in die nähere Münchner Umgebung musste ihn ein Diener begleiten, der die vorbereitete Steinplatte auf den Schultern trug. Damit ersparte sich Wagenbauer den Arbeitsgang des Skizzierens vor Ort. Die Drucke wurden in der Ersten Lithographischen Kunstanstalt verlegt, die der Münchner Feiertagsschule angegliedert war.
Wagenbauer war Mitglied der Kunstakademien in Hanau (1818), Berlin (1820) und München (1824) und 1823 Gründungsmitglied im Kunstverein München.

## Werke (Auswahl)

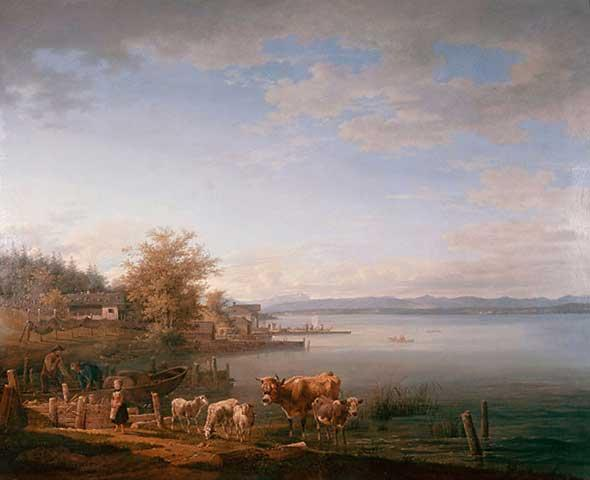
Ostufer des Starnberger Sees, Öl auf Leinwand, 1813

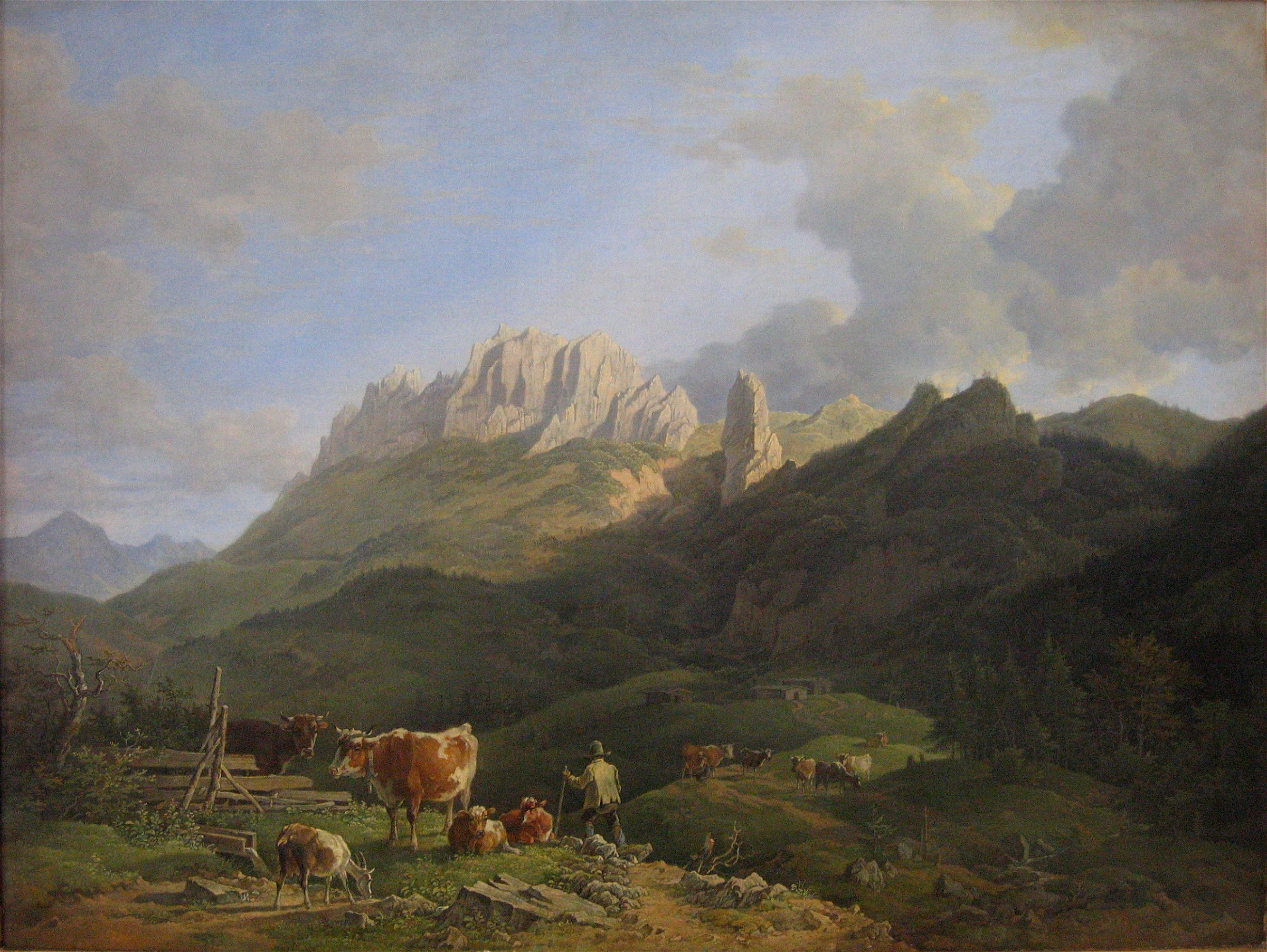
Kampenwand, um 1827, Lenbachhaus, München

Der größte Teil seiner Aquarelle wird in der Staatlichen Graphischen Sammlung München aufbewahrt. Das Museum der Stadt Grafing, Wagenbauers Geburtsort, unterhält und zeigt eine bedeutende Sammlung seiner Werke.
- 1813: Starnberger See
- 1820: Bei Schäftlarn
- Ansicht von Leutstetten bei Starnberg (Neue Pinakothek München)[2]
- Das alte Brunnhaus am Gasteig bei München (Neue Pinakothek München)[2]
- 1823: Herbstliche Viehweide
- Landschaft an einem Fluss, mit Fischerkähnen (Sepiazeichnung)[3]
- Weg durch einen Wald, mit schreitender Bäuerin (Aquarell)[3]
- Bäume an einem Gebirgssee. Links Fischer in einem Kahn (Aquarell)[3]
- 1827: Kampenwand
- Waldlandschaft
- Kühe auf der Weide
- Viehweide am Staffelsee
- In den bayerischen Bergen

Publikationen
- Bilder von Säugethieren zum Unterricht in der Naturgeschichte. Lithogr. Kunstanstalt, München 1807 (digitale-sammlungen.de).
- Anleitung zur Landschaft-Zeichnung in Handzeichnungs-Manier. Lithogr. Kunst-Anstalt bei der Feyertags-Schule, München 1816, urn:nbn:de:bvb:12-bsb00076237-2.
- Baumstudien für angehende Landschaftszeichner. Lithogr. Kunstanstalt, München 1817 (epub.ub.uni-muenchen.de [PDF]).

## Grabstätte

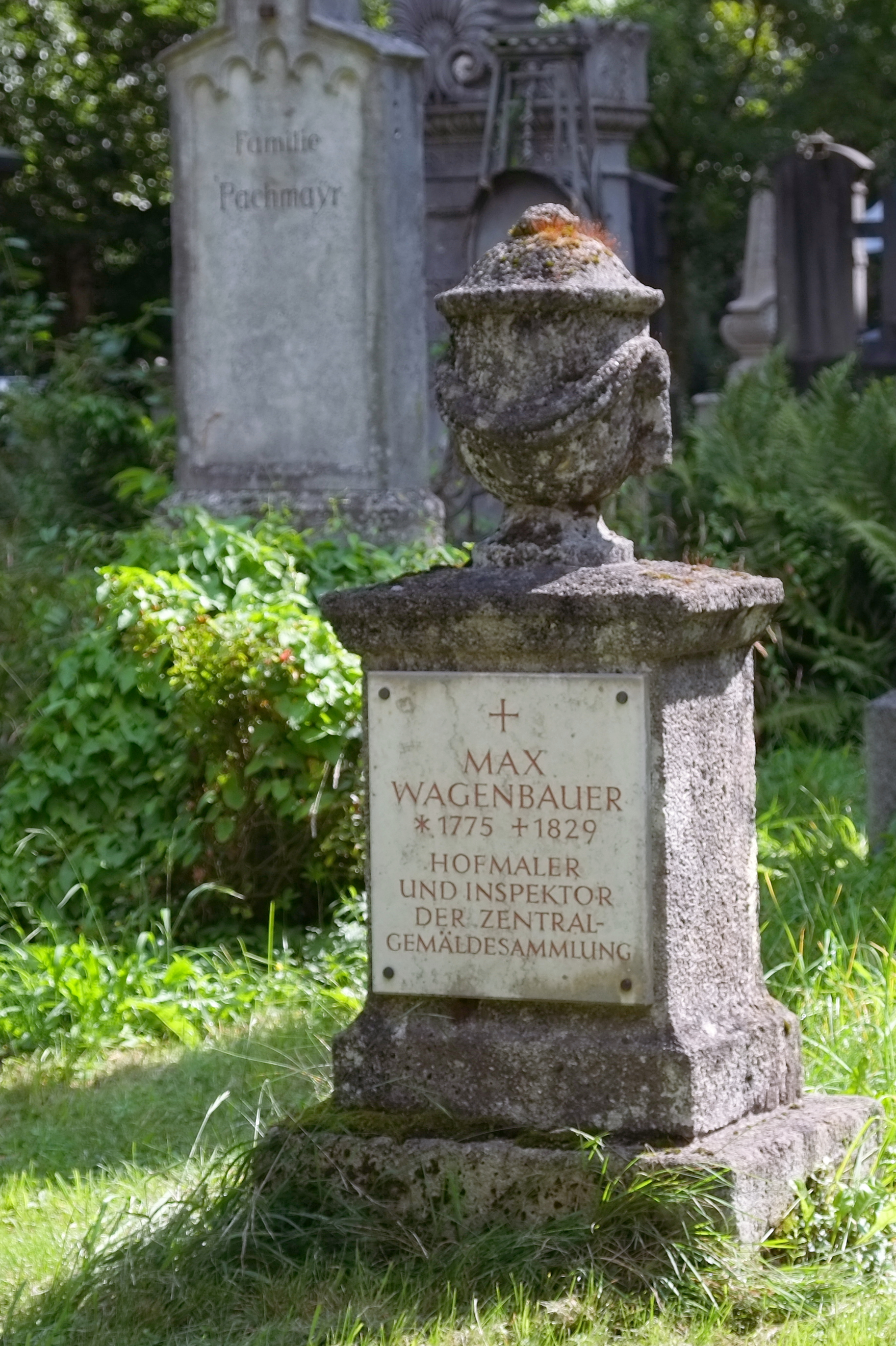
Grab von Max Wagenbauer auf dem Alten Südlichen Friedhof in München

Die Grabstätte von Max Wagenbauer befindet sich auf dem Alten Südlichen Friedhof in München (Gräberfeld 6 – Reihe 16 – Platz 36/37) Standort.